# Darování krve

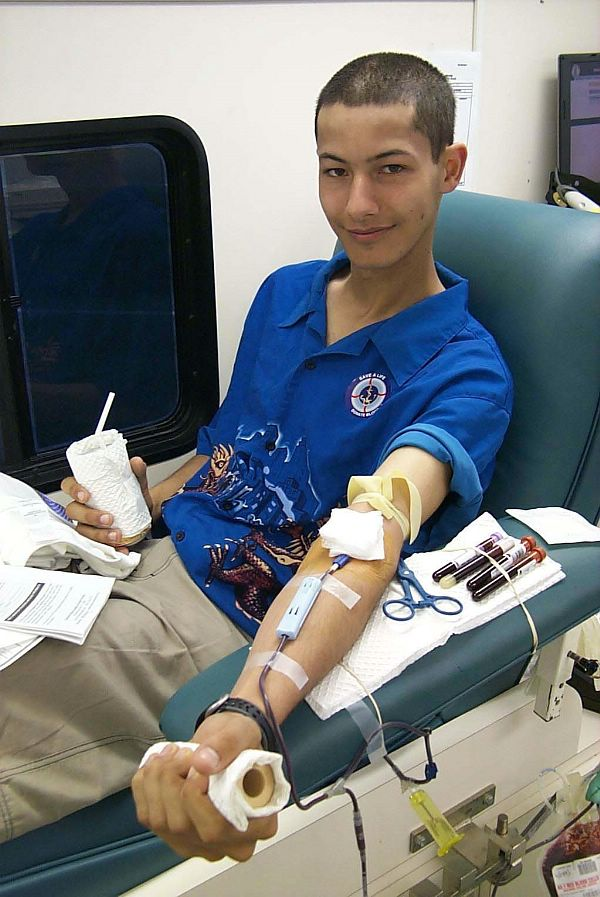
Dárce krve

Darování krve je činnost, během které je dárci krve odebrána krev pro medicínské účely.
Odběr krve je prováděn v transfúzních stanicích a jiných zdravotnických zařízeních. Jedná se o přístrojové odběry (hemaferéza, aferéza). Během jednoho odběru je většinou darováno 470 ml krve. Vedle tzv. „plné krve“ však mohou být odebírány jen vybrané krevní složky – krevní plazma (plazmaferéza), krevní destičky (trombocytaferéza), bílé krvinky (lymfocytaferéza), červené krvinky (erytrocytaferéza). Odborně darování krve v ČR zaštiťuje Společnost pro transfúzní lékařství.
Krev může být darována za úplatu nebo zdarma (tzv. „bezpříspěvkový odběr“) – druhou variantu zdravotnická zařízení upřednostňují zejména proto, že u placených odběrů se mohou vyskytovat i dárci z rizikových skupin (nemocní, nakažení) s vidinou snadného získání peněz, jejichž krev by nebyla zdravotnicky použitelná. Toto nebezpečí je u bezplatných odběrů minimální: Marek Jukl, prezident Českého červeného kříže (ČČK) se dokonce domnívá, že „placené dárcovství“ je v rozporu se zásadami Evropské unie. V roce 2006 bylo v Česku provedeno 405 000 odběrů krve a 69 500 odběrů plazmy (z toho 8 % placených odběrů plazmy).
Světový den dárců krve je 14. června.

## Podmínky pro darování krve v ČR

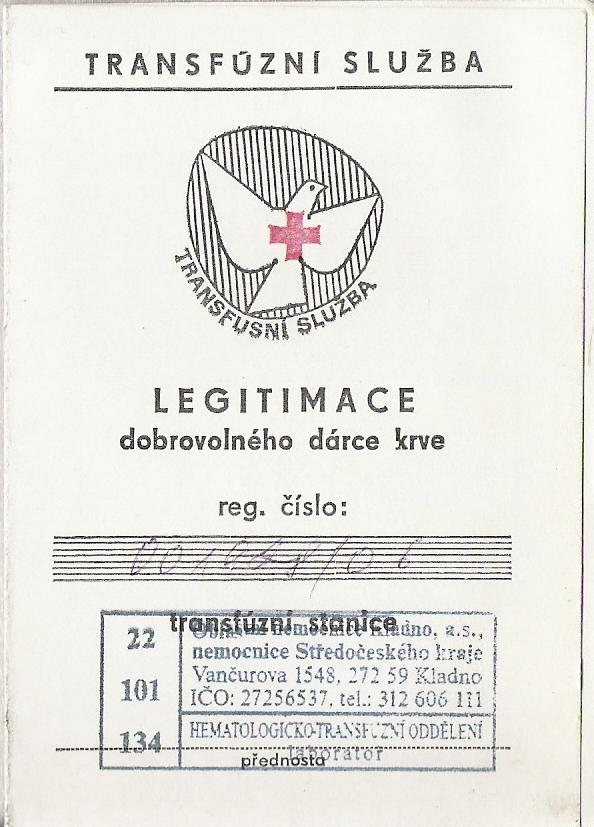
Legitimace dobrovolného dárce krve

Základní podmínkou pro darování krve v ČR je věk dárce mezi 18 a 65 lety, tělesná hmotnost dárce větší než 50 kg a splnění následujících zdravotních a hygienických podmínek:
- dárce neužíval antibiotika nebo jiné léky v posledním měsíci (analgetikum užité např. proti bolesti hlavy nejméně týden);
- dárce neměl v posledním měsíci přisáté klíště[6] a od vyléčení boreliózy uběhlo více než šest měsíců;[7]
- dárce nemá vážnou alergii, chronické onemocnění ledvin, onemocnění srdce a cév (infarkt, srdeční vadu, vysoký krevní tlak), vážnější kožní onemocnění, revmatické onemocnění, onemocnění nervového systému (epilepsie, roztroušená skleróza), vředovou nemoc žaludku ani onemocnění žlučníku nebo slinivky;
- dárce neprodělal onemocnění, jako je nemoc jater (např. žloutenka), zánět ledvin, toxoplazmóza, tularémie, brucelóza, tuberkulóza, malárie či jiná tropická nemoc, tyfus[nepřesný odkaz], paratyfus, pohlavní nemoc (AIDS, kapavka, syfilis), revmatická horečka, ani nebyl léčen nebo sledován pro pohlavní chorobu;
- dárce neměl úzký kontakt (rodina, zaměstnání, sexuální partner) s nemocným s infekční žloutenkou, s osobou infikovanou HIV nebo nemocí AIDS, s nemocnými s krvácivou chorobou;
- v pokrevním příbuzenstvu dárce se nevyskytla Creutzfeldtova–Jakobova nemoc a dárce nepobýval v letech 1980–1996 ve Velké Británii a Francii déle než šest měsíců;
- dárce nepatří mezi osoby z tzv. rizikových skupin (prostituce, nitrožilní užívání drog, pohlavní styk mezi muži nebo pobyt ve věznici během posledních 12 měsíců apod.) – platí i pro sexuální partnery a partnerky těchto osob,[8] netrpí drogovou závislostí včetně alkoholismu;
- dárce nepobýval v tropické zemi a exotické oblasti;
- dárce neprodělal rizikové zákroky (tetování, propichování uší, body piercing, akupunktura) mimo zdravotnické zařízení; pokud ano, musí počkat půl roku;[6]
- dárce neprodělal žádnou transplantaci orgánů včetně rohovky, neurochirurgický výkon s použitím štěpu tvrdé mozkové pleny, endoskopické vyšetření nebo katetrizaci s provedenou biopsií, opakovanou léčbu krevními deriváty, transfuzi v poslední době, pasivní imunizaci proti žloutence typu B (např. u zdravotnického personálu pro úraz) nebo léčbu přípravky lidského původu, např. pro růstové a vývojové poruchy (lidský růstový hormon).

Při autologním odběru pro autotransfúzi jsou podmínky méně přísné.
Muži mohou darovat plnou krev obvykle 4× ročně (povoleno max. 6× ročně), ženy 3× ročně (povoleno max. 5× ročně), s doporučenou pauzou 4 měsíce (povoleno min. 62 dní). V případě darování jen určitých složek krve je možný častější odběr: u destiček a plazmy 1× měsíčně, u ostatních složek (v závislosti na odebíraném množství) i více než 30× ročně, dohromady však nanejvýš 25 litrů plazmy ročně.

## Odběr krve

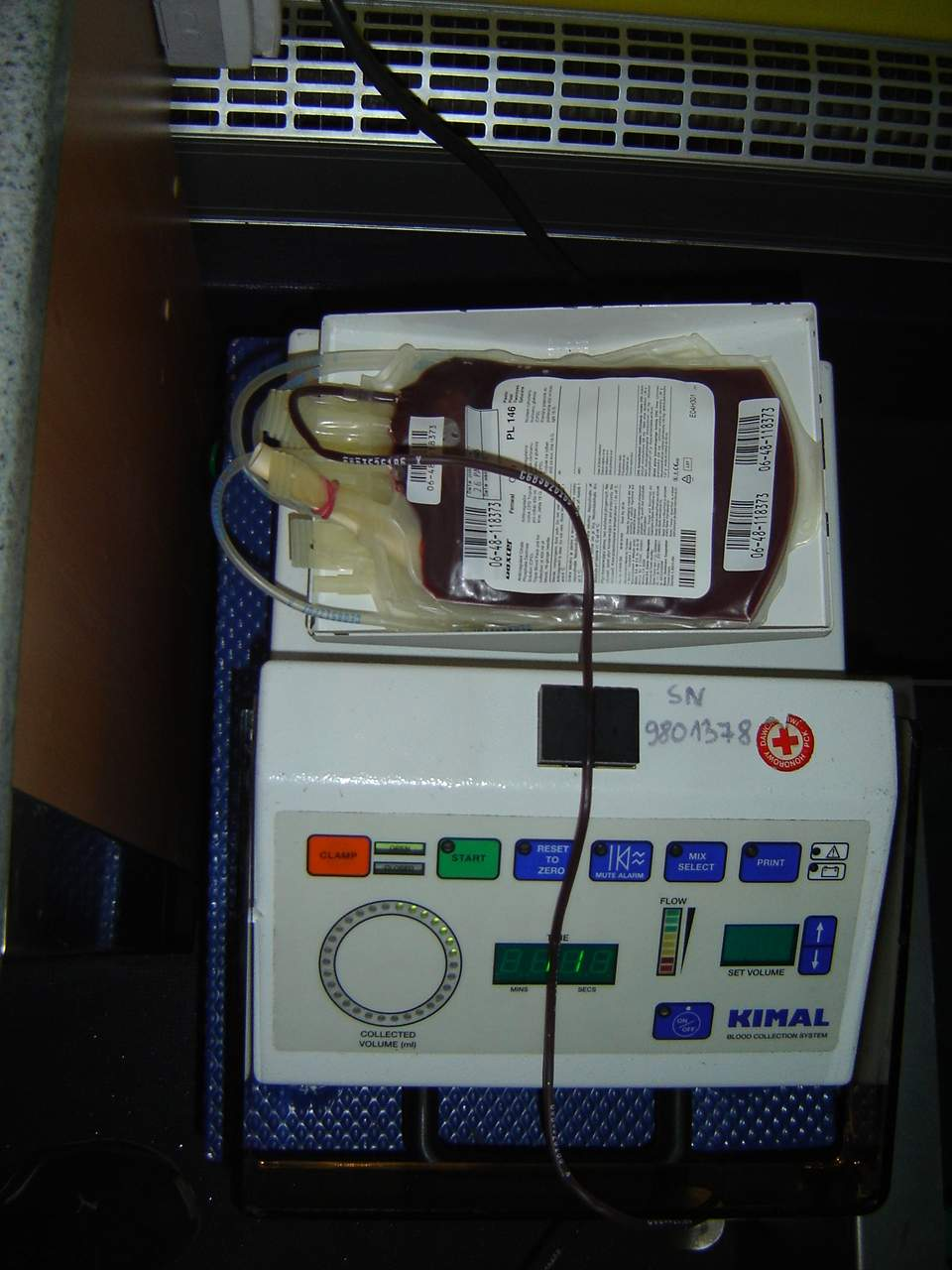
Lékařský přístroj používaný při odběru, na němž je plastový vak s darovanou krví (přibližně 470 ml)

Dárce by měl nejméně 12 hodin před odběrem dodržovat doporučený jídelníček: nepít alkohol nebo mléko, nejíst tučná jídla (včetně sladkého pečiva), čokoládu, ořechy, sýry, kořeněná jídla (včetně masných výrobků, gulášů aj.), smažená jídla, hutné polévky a omáčky a podobně. Doporučená je konzumace ovoce, zeleniny, před vlastním odběrem potom lehká snídaně (např. chléb s marmeládou). Doporučeno je hodně pít (vodu, ovocné šťávy, čaje).
Při registraci před odběrem musí dárce prokázat svůj trvalý pobyt v České republice, tj. musí mít s sebou průkaz totožnosti (občanský průkaz, cestovní pas).
Celková doba strávená na transfúzní stanici je zhruba 1/2 až 2 hodiny, z toho samotný odběr krve trvá 5 až 15 minut.

## Odběr krevní plazmy
Odběr krevní plazmy se nazývá plazmaferéza. Jedná se o přístrojový odběr (aferézu), prováděný pomocí speciálních přístrojů (krevních separátorů = třídiček), kdy se z krve dárce odebere jen plazma a buněčné elementy (červené a bílé krvinky, krevní destičky) jsou vráceny dárci. Množství odebrané krevní plazmy se pohybuje v rozmezí 650–850 ml podle hmotnosti dárce. Odběr trvá 21-50 minut. Během této doby proběhne několik cyklů, kdy se automaticky odčerpá část krve a dárci se vrátí krvinky. Na konci odběru se proto obvykle odebrané množství tekutin dárci kompenzuje fyziologickým roztokem. S darováním plazmy se však tělo zbavuje důležitých hormonů, vitamínů a minerálů, jejichž doplnění je nezbytné pro chod těla a vývoj buněk – tělo by jinak vstřebávalo chybějící látky na úkor kostí, zubů, svalů a nervů, čímž hrozí nevratné poruchy vývoje a stavby těla. Je tedy nutno dárcovství plazmy důkladně zvážit.
Podmínky pro dárce krevní plazmy jsou stejné jako u dárců krve, navíc musí dárce mít dobrý stav žilního systému, dobře snášet vpichy i odběry a mít vyhovující laboratorní hodnoty hemoglobinu. Dárce krevní plazmy by měl jíst denně nízkotučné potraviny bohaté na bílkoviny, jako jsou nízkotučné mléčné výrobky a libové maso. Nezbytností je dostatek vypitých tekutin (cca 2–3 litry denně), protože v případě nedostatečného zředění krve je odběr namáhavý a trvá déle (až 3 h). V takovém případě je voda podávána při odběru.

## Výhody pro dárce

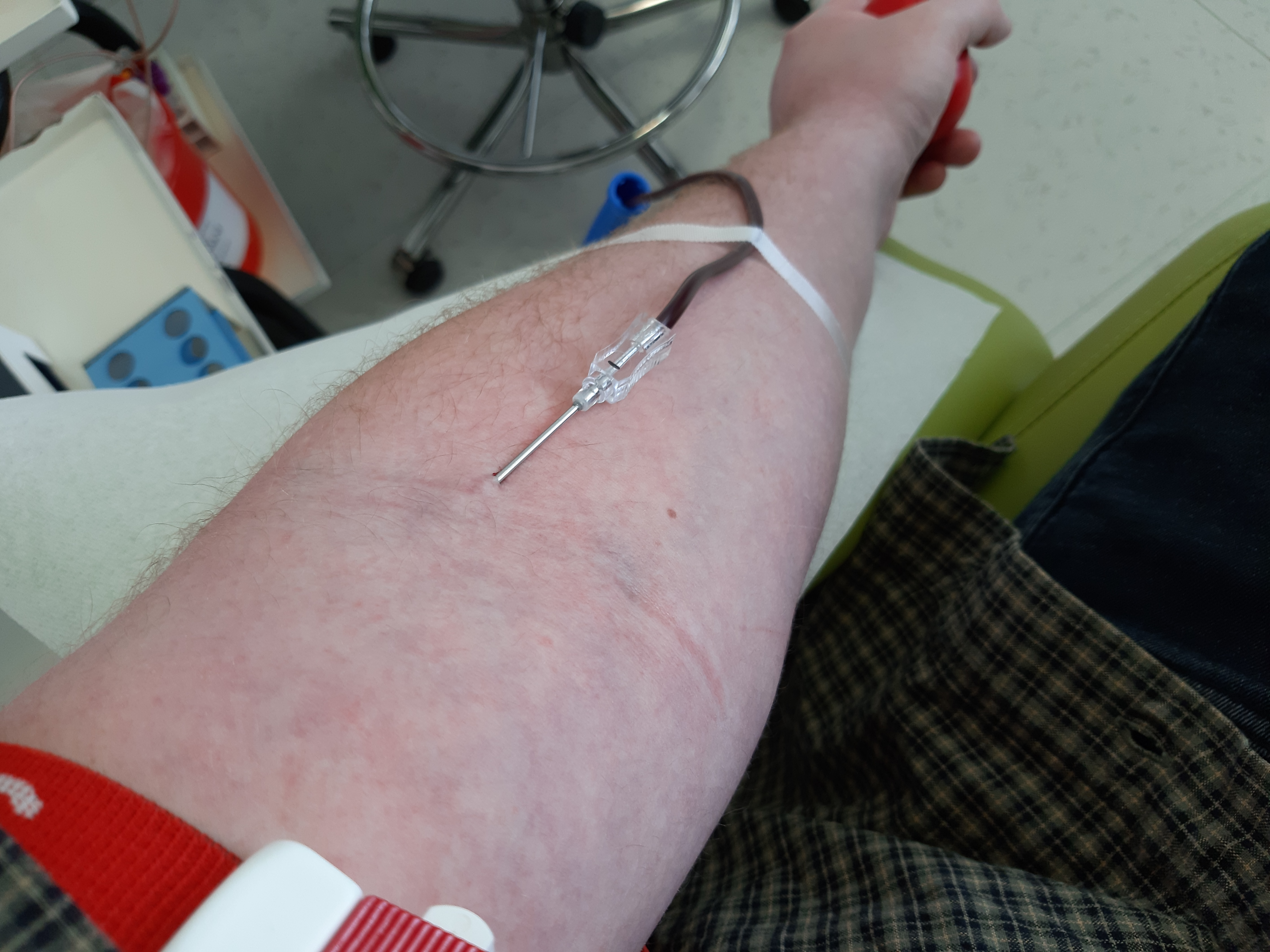
Napíchnutá žíla

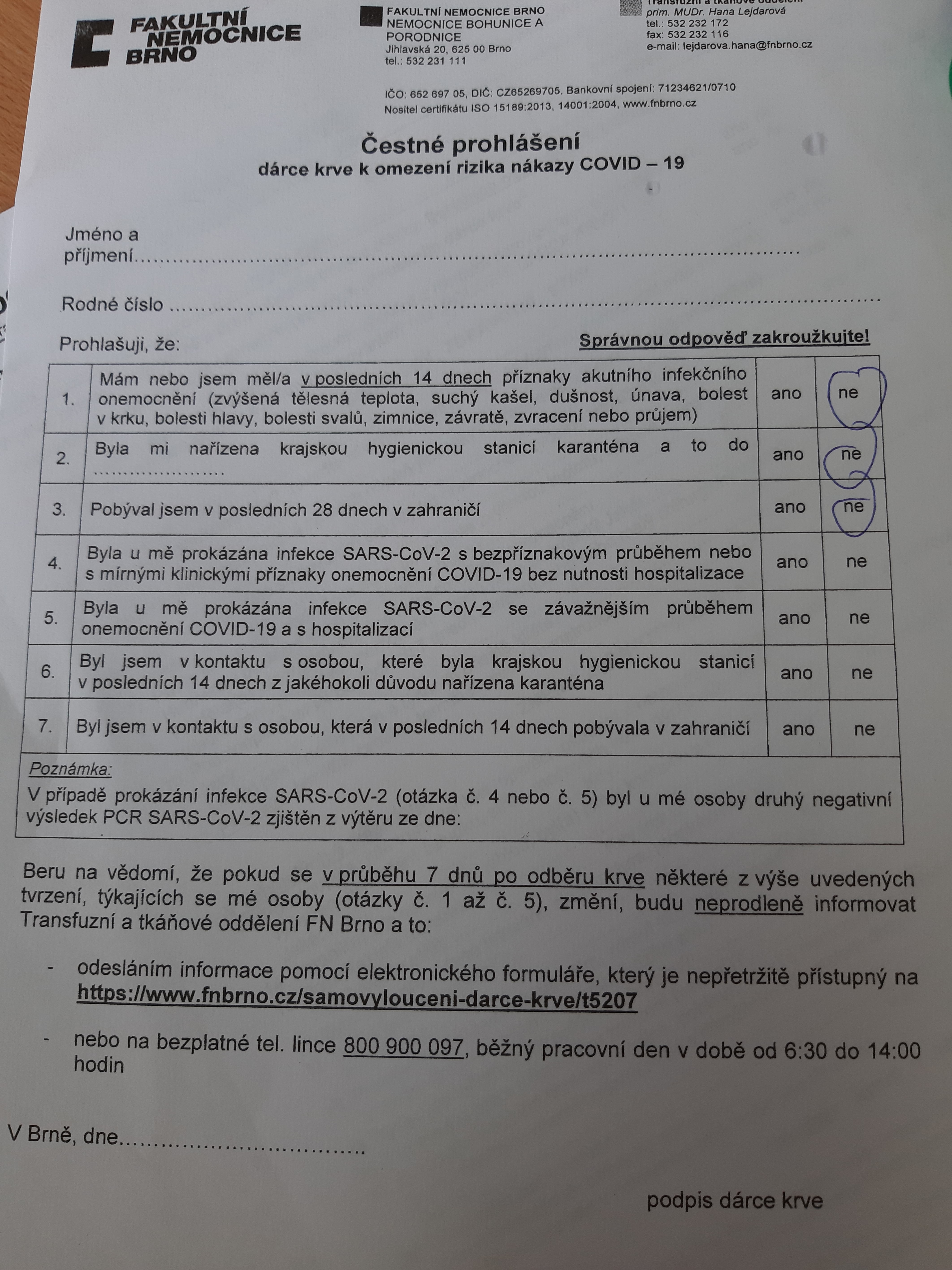
Čestné prohlášení dárce krve ve věci nákazy covid-19.

Každému dárci náleží podle zákoníku práce (§ 203, odst. 2) pracovní volno s plnou náhradou mzdy. Toto volno se poskytuje na dobu cesty k odběru, odběru, cesty zpět a zotavení po odběru, pokud tyto skutečnosti zasahují do pracovní doby v rámci 24 hodin od nástupu cesty k odběru; pokud nepostačí 24 hodin, poskytuje se i na prokázanou nezbytně nutnou další dobu zasahující do pracovní doby. Pokud je však dárce v transfúzní stanici odmítnut (ze zdravotních, kapacitních nebo jiných důvodů), náleží mu placené volno pouze na dobu nutnou pro návrat do zaměstnání.
Další odměnou bývá příspěvek na stravu anebo  občerstvení v místě odběru – lehká svačina, pečivo, šunka, sýr, čaj, káva, pro dárce-neřidiče i červené víno.
Bezpříspěvkový dárce má navíc možnost snížení základu daně z příjmu fyzických osob při ročním zúčtování o 3000 Kč za každý odběr krve, zdravotní pojišťovny také odměňují dárce různými dárky a příspěvky (multivitamíny, příspěvek na lázně, bezplatné cestovní pojištění apod.) jako bonus za to, že dárce pečuje o své zdraví a snižuje náklady na zdravotní péči. Téměř každá společnost zabývající se odběrem plazmy využívá motivační systém odměňující dárce a dle interních zdrojů právě motivační systém stojí za mnohými opakovanými odběry. Dle interního průzkumu společnosti Europlasma, která má dvě odběrná centra v Praze, využívá 97 % pacientů okamžitou finanční náhradu 700 Kč za odběr a pouze velmi malá část dárců využívá výše zmíněné snížení základu daně.
V komerčních centrech je možné si zažádat u každého odběru o náhradu nákladů dle zákona až ve výši 5 % minimální mzdy. V Praze mají centra[zdroj?] nastavenou jednorázovou náhradu za každý odběr v maximální výši 900 Kč. Tato centra pořádají také soutěže a poskytují další benefity. Nejedná se však o darování za přímou úplatu, oficiálně jde pouze o náhradu času a nákladů dle ustanovení §32 odst. 2 zákona 373/2011 Sb. o specifických zdravotních službách, podle kterého za krev odebranou pro výrobu krevních derivátů a pro použití u člověka podle jiných právních předpisů a za její odběr nevzniká osobě, které byla krev odebrána, nárok na finanční ani jinou úhradu, s výjimkou účelně, hospodárně a prokazatelně vynaložených výdajů spojených s odběrem její krve, o které tato osoba požádá, a to celkem do maximální výše 5 % minimální mzdy.

## Ocenění bezpříspěvkových dárců
V České republice je bezpříspěvkové darování krve oceňováno Českým červeným křížem, který uděluje:
- Krůpěj krve – uděluje se za první odběr
- Bronzová Medaile prof. MUDr. Jana Janského – uděluje se za 10 odběrů. Předává se zpravidla přímo na transfuzní stanici.
- Stříbrná Medaile prof. MUDr. Jana Janského – uděluje se za 20 odběrů. Předává příslušný oblastní spolek ČČK na slavnostním shromáždění.
- Zlatá Medaile prof. MUDr. Jana Janského – uděluje se za 40 odběrů. Předává příslušný oblastní spolek ČČK na slavnostním shromáždění.
- Zlatý kříž ČČK 3.třídy – uděluje se za 80 odběrů. Předává příslušný oblastní spolek ČČK na slavnostním shromáždění.
- Zlatý kříž ČČK 2.třídy – uděluje se za 120 odběrů. Předává ČČK na celostátním slavnostním shromáždění.
- Zlatý kříž ČČK 1.třídy – uděluje se za 160 odběrů. Předává ČČK na celostátním slavnostním shromáždění.
- Plaketa ČČK „Dar krve – dar života“ – uděluje se za 250 odběrů. Předává ČČK na celostátním slavnostním shromáždění.[12]

Jako jeden odběr se od roku 1998 počítá shodně kterýkoli odběr krve nebo jejích složek, tj. odběr plné krve, stejně jako odběr plazmy nebo krevních destiček. Jako dva odběry se započítá odběr červených krvinek (erytrocytaferéza).

## Využití darované krve a plazmy

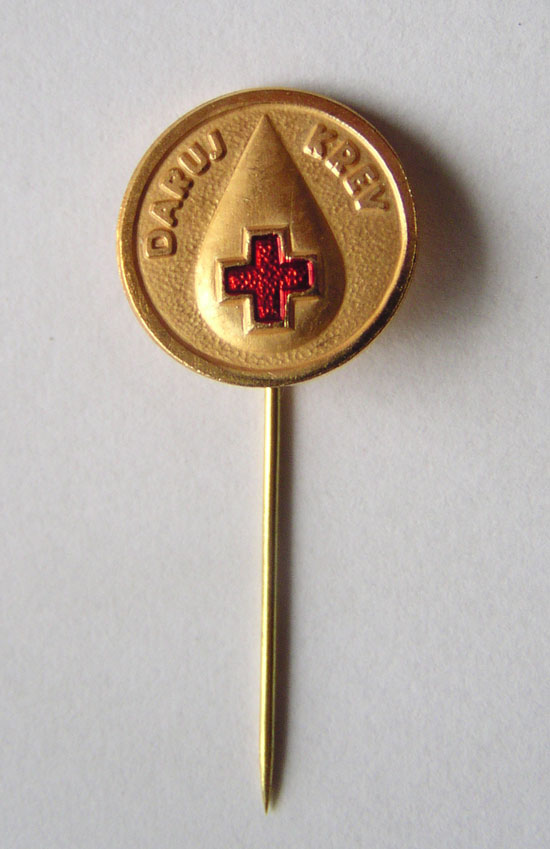
Odznak Krůpěj krve

Průměrně dostane každý člověk v Česku během svého života 5× krevní transfúzi a 14× lék vyrobený z krve.
Nejvíce pacientů potřebuje krevní transfúzi v souvislosti s krvácením do zažívacího traktu (spotřeba průměrně 3 koncentráty erytrocytů a 1–2 jednotky krevní plazmy). Nejvyšší spotřeba krve je při akutních operacích v cévní a transplantační chirurgii: více než 15 jednotek erytrocytů a mražené krevní plazmy. Na ortopedické operace je potřeba jedna až tři krevní konzervy, na složitější 10 jednotek krve (po 300 ml) a 5–6 jednotek mražené krevní plazmy. Transfuzní přípravky jsou také nutné na neurochirurgické operace a na některé komplikované porody. Při léčbě novorozenecké žloutenky se podává asi 50 ml, ale často je u závažnějších případů výměnná transfuze asi 500 ml krve.
Krevní plazma se využívá pro přípravu speciálních krevních derivátů. Její využití je širší a její potřeba je v dnešní době vyšší než potřeba krve (plazma se nedá vyrobit synteticky). Z krevní plazmy se vyrábí např. léky pro pacienty s poruchami imunity či krevní srážlivosti.